# Georg Goldberg
Georg Goldberg (* 12. Mai 1830 in Nürnberg; † 25. Juli 1894 in München) war ein deutscher Kupfer- und Stahlstecher.

## Leben
Georg Goldberg lernte in Nürnberg bei Johann Leonhard Raab sowie an der Kunstschule Nürnberg. 1856 ging er nach München und schuf dort einen Großteil seiner Werke. 1890 war Goldberg Mitglied der Allgemeinen Deutschen Kunstgenossenschaft.

## Werke

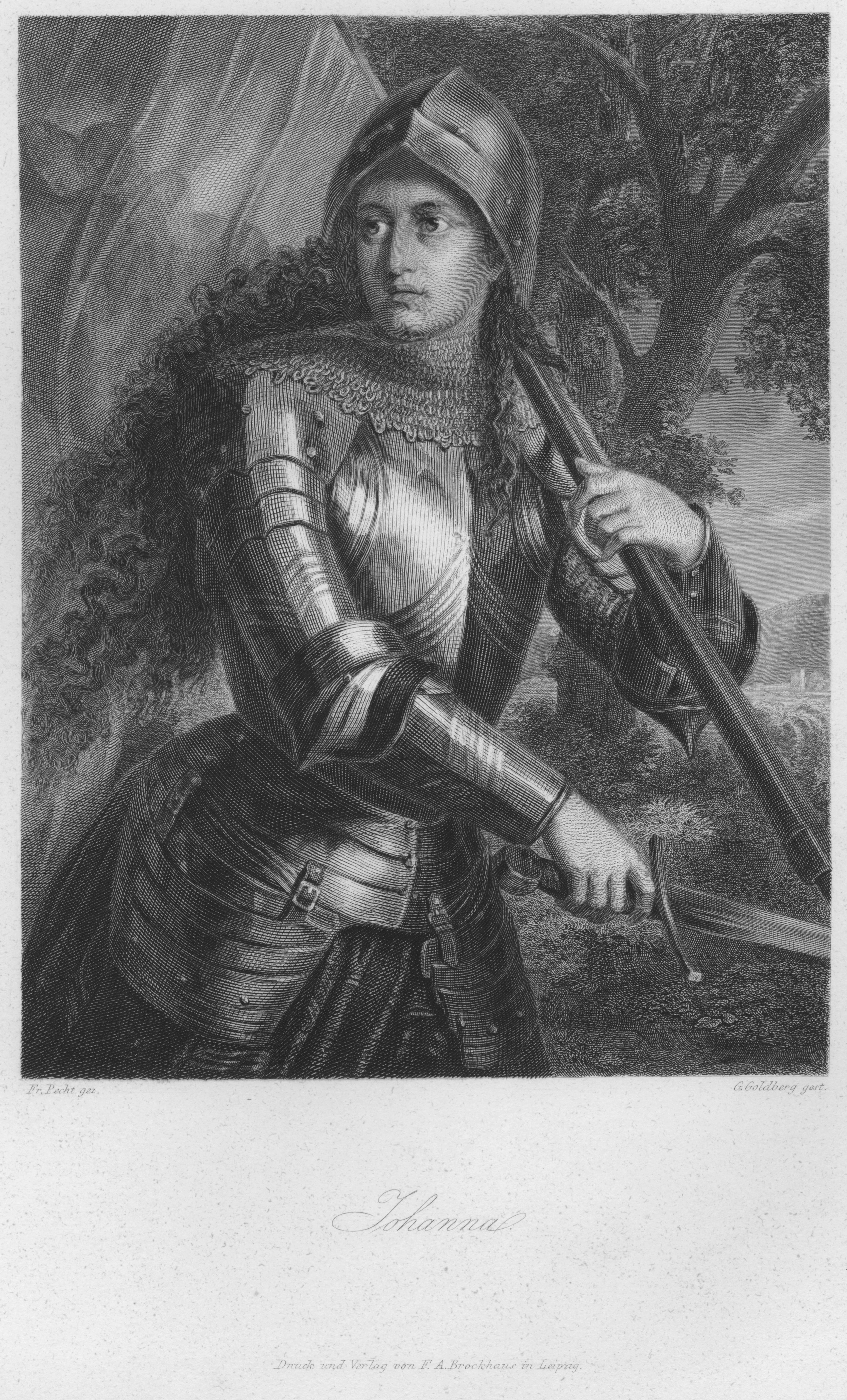
Johanna, Die Jungfrau von Orléans;
Stich der Schiller-Galerie, nach Pecht, um 1859

- Bacchus und Ariadne, nach Jacopo Tintoretto;[1]
- Die Grablegung, nach Giorgione;[1]
- einige Blätter nach Alexander von Liezen-Mayers Szenebildern zu Goethes Faust;[1]
- Das Erwachen des Frühlings, nach Ernst Kaiser;[1]
- Porträt von König Oskar II. von Schweden[1]
- Für die 1859 erschienene Schiller-Galerie schuf den Stich Johanna.[3]
- Für Friedrich Pechts 1876 erschienene Shakespeare-Galerie war Goldberg tätig[5]
  - Die Universitätsbibliothek Johann Christian Senckenberg der Johann-Wolfgang-Goethe-Universität Frankfurt am Main besitzt 5 Blätter Goldbergs mit Szenen von William Shakespeare:
    - Der Kaufmann von Venedig nach H. Hoffmann;[2]
    - Die lustigen Weiber von Windsor nach Hans Makart;[2]
    - Ein Sommernachtstraum nach Friedrich Schwörer[2] sowie
    - zwei Stiche zu Romeo und Julia nach H. Hoffmann und A. Spiess.[2]